# Waldemar Prusik
Waldemar Prusik (* 27. Juli 1961 in Breslau, Polen) ist ein ehemaliger polnischer Fußballspieler.

## Vereinskarriere
Von 1982 bis 1989 spielte Prusik in seiner Heimatstadt für Śląsk Wrocław. Mit Śląsk gewann er 1987 den polnischen Pokal. Insgesamt brachte er es auf 207 Spiele in der Ekstraklasa, in denen er 26 Mal traf. 1989 wechselte er nach Deutschland zu Alemannia Aachen in die 2. Bundesliga. Jedoch stieg Aachen ab und Waldemar Prusik wechselte nach Belgien zum KRC Mechelen. 1993 beendete er seine Profikarriere.

## Nationalmannschaft
Waldemar Prusik spielte 49 Mal für die polnische Nationalmannschaft und erzielte fünf Tore. 

## Erfolge
- Polnischer Pokalsieger (1987)

| Personendaten    | Personendaten             |
| ---------------- | ------------------------- |
| NAME             | Prusik, Waldemar          |
| KURZBESCHREIBUNG | polnischer Fußballspieler |
| GEBURTSDATUM     | 27. Juli 1961             |
| GEBURTSORT       | Breslau, Polen            |